# Elie Schuijer
Eliazar (Elie) Schuijer (Den Haag, 6 januari 1879 - onbekend) was een Nederlands fagottist, maar vooral operettedirigent.
Hij was zoon van koopmansechtpaar Abraham Schuijer en Roosje van Kam. Zijn broers Sam Schuijer en Arie Schuijer waren ook beroepsmusicus. 
Hij kreeg zijn muziekopleiding aan de Haagse Muziekschool. Hij kreeg er onder meer les van Willem Nicolaï. Hij begon op zeventienjarige leeftijd als solo-fagottist bij een Rotterdams orkest, maar was ook bespeler van de altviool in het orkest van de Franse Opera in Den Haag en vanaf 1897 eerste fagottist in de Koninklijke Militaire Kapel. In de jaren nul van de 20e eeuw nam zijn loopbaan als dirigent een enorme vlucht met optredens over de gehele wereld tot in Zuid-Amerika aan toe. Hij vestigde zich daarna in Parijs en was kapelmeester aan het Théâtre du Châtelet aldaar. Hij schreef ook een tweetal operettes en enkele liederen (La Fête a Dédette).
In 1931 werd hij benoemd tot Officier de l’instruction publique. In 1933 was hij nog op de Franse radio te horen met Das Land des Lachelns van Franz Léhar. Daarna was hij enige tijd verbonden aan een operagezelschap in Caen en in seizoen 1946/1947 was hij verbonden aan de Opéra de Tours. Hij dirigeerde daar ook al tijdens seizoen 1929/1930.